# Волявица
Волявица (серб. Вољавица / Voljavica) — село в общине Братунац Республики Сербской Боснии и Герцеговины. Население составляет 481 человек по переписи 2013 года.

## Население[3]
По данным на 1991 год, в селе проживали 1379 человек, из них 1375 — бошняки, 2 — сербы, 2 — представители иных национальностей.